# Christine Muzio
Christine Muzio (Creil, 1951. május 10. – Sèvres, 2018. november 29.) olimpiai bajnok francia tőrvívó.

## Sportpályafutása
Tőr csapatban az 1976-os montréali olimpián ezüst-, az 1980-as moszkvai olimpián aranyérmes lett.
2018. november 29-én montréali csapattársával Brigitte Gapais-Dumont-nal egy napon hunyt el.